# Jho

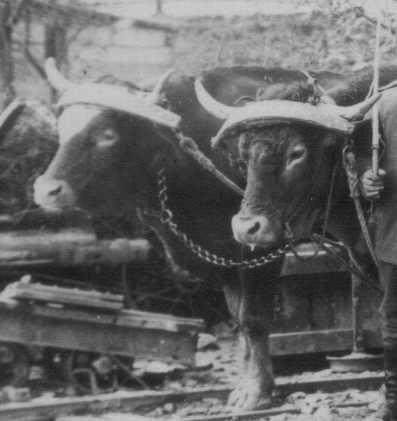
Volské jho přes čelo (dělené)

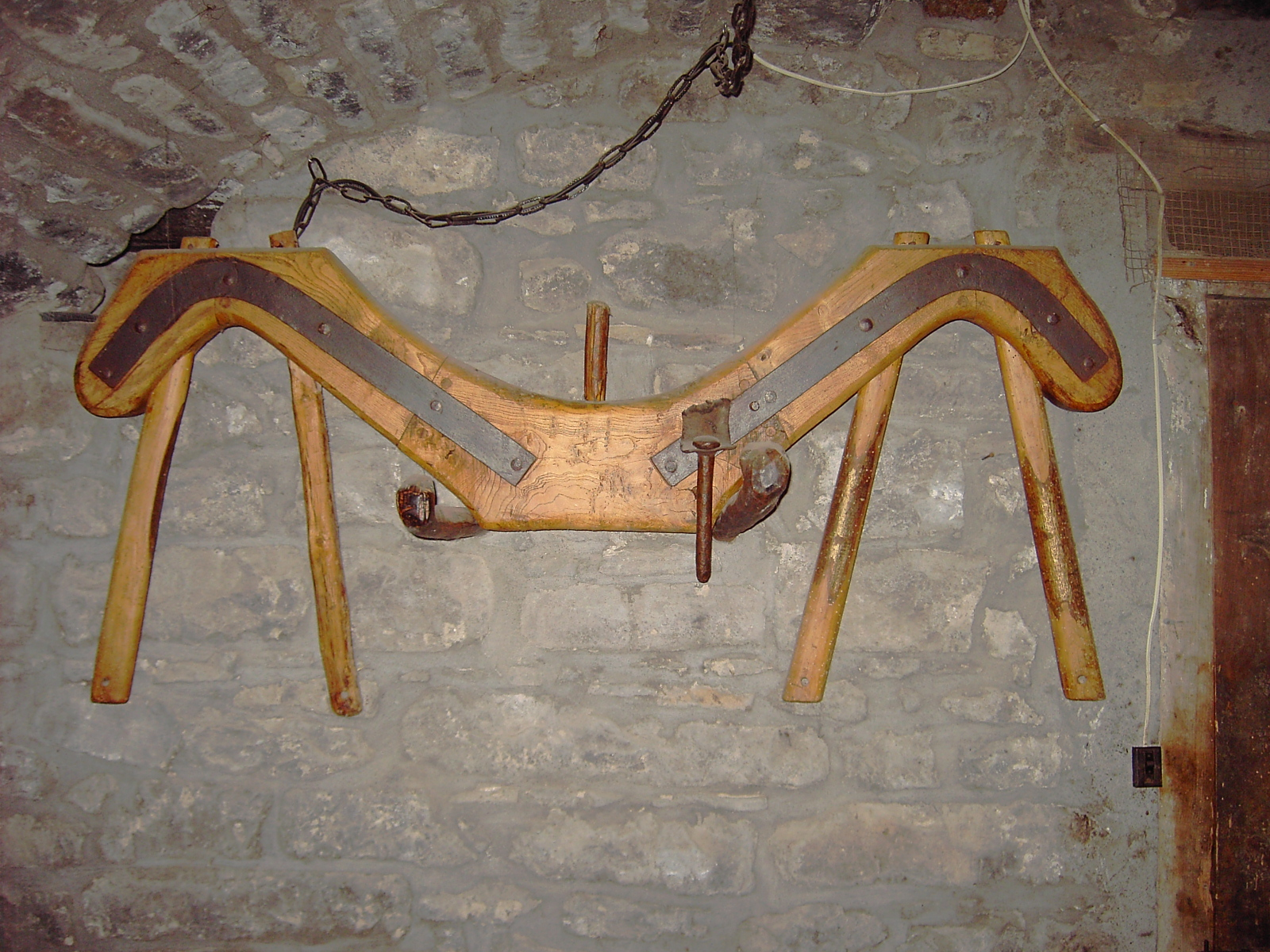
Volské jho před kohoutek (Španělsko)

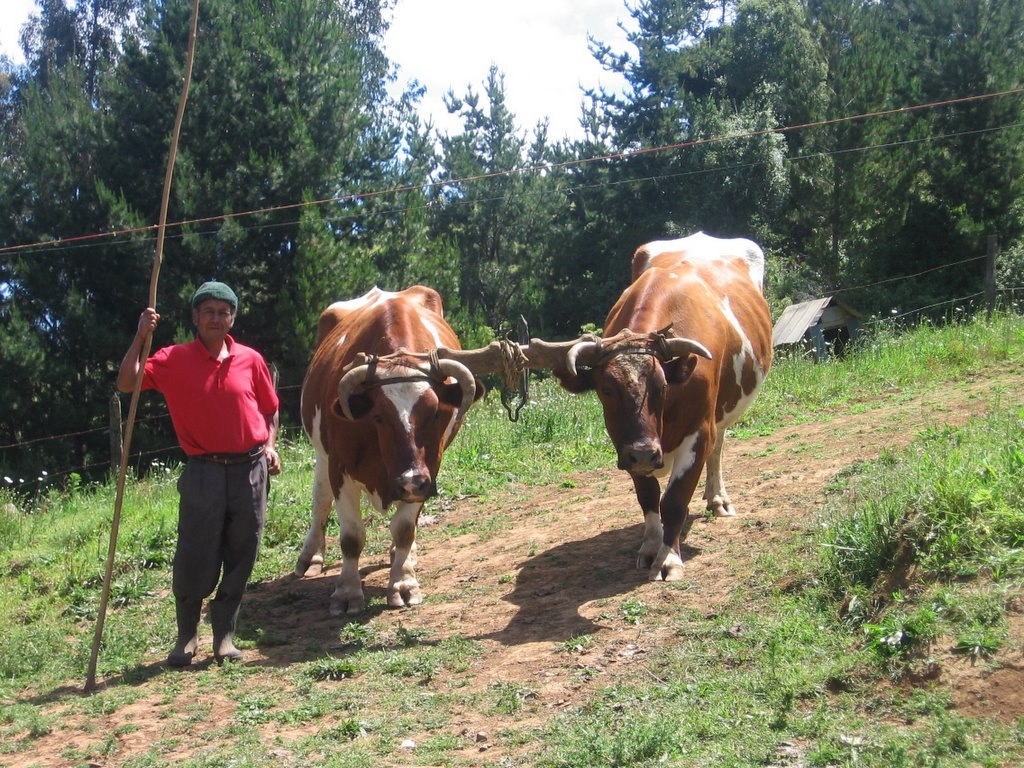
Volské jho za rohy (Chile)

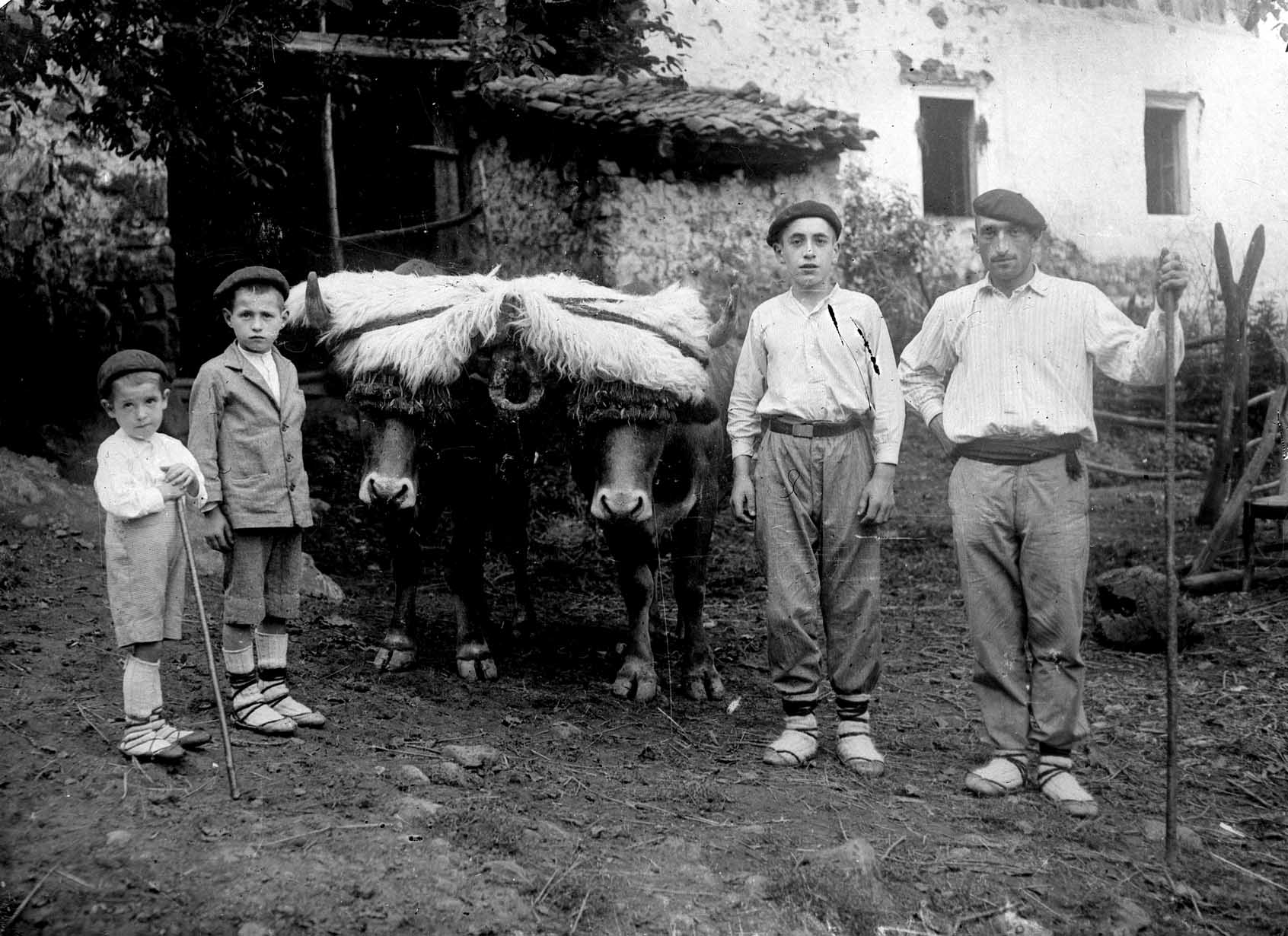
Volské jho (Baskicko)

Jho nebo též jařmo je část postroje tažných zvířat, která přenáší tažnou sílu na pluh. Zprvu patrně jen dřevěná tyč, upevněná jednomu zvířeti přes čelo, později různě tvarovaná, která spojuje dvě zvířata do páru. Upevňovalo se na čelo, za rohy nebo před kohoutek. První zmínky o jhu jsou z období okolo roku 4000 př. n. l. Již od 10. století bylo postupně vytlačováno efektivnějším a pro zvířata pohodlnějším chomoutem.

## Původ slova
Jedná se o velmi starý zemědělský pojem. České slovo „jho“ je odvozeno od staroslověnského igo a praslovanského *jъgo. To – stejně jako sanskrtské yugám, řecké zygon, chet. iuga- a latinské iugum – odkazuje k indoevropskému *iugom a ke kořeni *ieug-, zapřahat. Latinské iungō,-ere pak dostalo obecný význam "spojovat" a vytvořilo množství dalších složenin (con-iungere 'spojit, sloučit', coniūnctiō 'spojení, sloučení', coniugium 'sňatek, manželství', coniūnx 'manželka' atd.).

## Jiné významy
- jho znamenalo také dřevěnou tyč na nošení (vyvážených) břemen, např. vody, a odtud také vahadlo
- v přeneseném významu se používá k označení těžkého údělu (ujařmený lid či otrocké jho)
- v elektrotechnice označuje část transformátoru nebo elektromechanického měniče, kolem kterého jsou navinuta vinutí a který slouží k uzavírání magnetického obvodu
- v technice se tento termín užívá pro některé součástky podobné původnímu jhu
- v anatomii označuje pojem jařmový oblouk (arcus zygomaticus) kostěný lícní oblouk tvořený výběžky spánkové a lícní kosti. Upíná se zde povrchová spánková vazivová povázka a začíná zevní žvýkací sval (musculus masseter).[2]
- v botanice – jařmo (jugum) je pár vstřícných nebo střídavých lístků u listů zpeřených[3]
- z řeckého výrazu pro jařmo – ζεύγμα – používáme lingvistický termín zeugma (spřažení větné vazby)